# Morris Motors
Morris Motors Limited foi uma empresa automobilística britânica fundada em Oxford em 1912 pela fabricante de bicicletas William Morris (mais tarde Lord Nuffield), com a ajuda financeira do Conde de Macclesfield.

## História
Uma fábrica foi inaugurada em 1913 no antigo Colégio Militar Oxford em Cowley, Oxford, Reino Unido, onde o primeiro carro de Morris, o 2-assentos Morris Oxford "Bullnose" foi montado.

## Modelos
- 1913–1926 - Morris Oxford (Bullnose)
- 1915–1935 - Morris Cowley
- 1926–1935 - Morris Oxford
- 1928–1932 - Morris Minor
- 1931–1933 - Morris Major
- 1930–1935 - Morris Isis
- 1933–1939 - Morris Twenty-One/Twenty-Five
- 1935–1939 - Morris Twelve
- 1935–1939 - Morris Fourteen
- 1935–1948 - Morris Eight
- 1933–1948 - Morris Ten
- 1948–1952 - Morris Minor MM
- 1952–1956 - Morris Minor
- 1955–1971 - Morris Minor 1000
- 1948–1954 - Morris Oxford MO
- 1948–1953 - Morris Six MS
- 1954–1969 - Morris Oxford
- 1954–1959 - Morris Cowley
- 1955–1958 - Morris Isis
- 1959–1969 - Morris Mini Minor
- 1962–1971 - Morris 1100
- 1967–1971 - Morris 1300
- 1966–1975 - Morris 1800
- 1971–1980 - Morris Marina
- 1980–1984 - Morris Ital